# Подъесаул

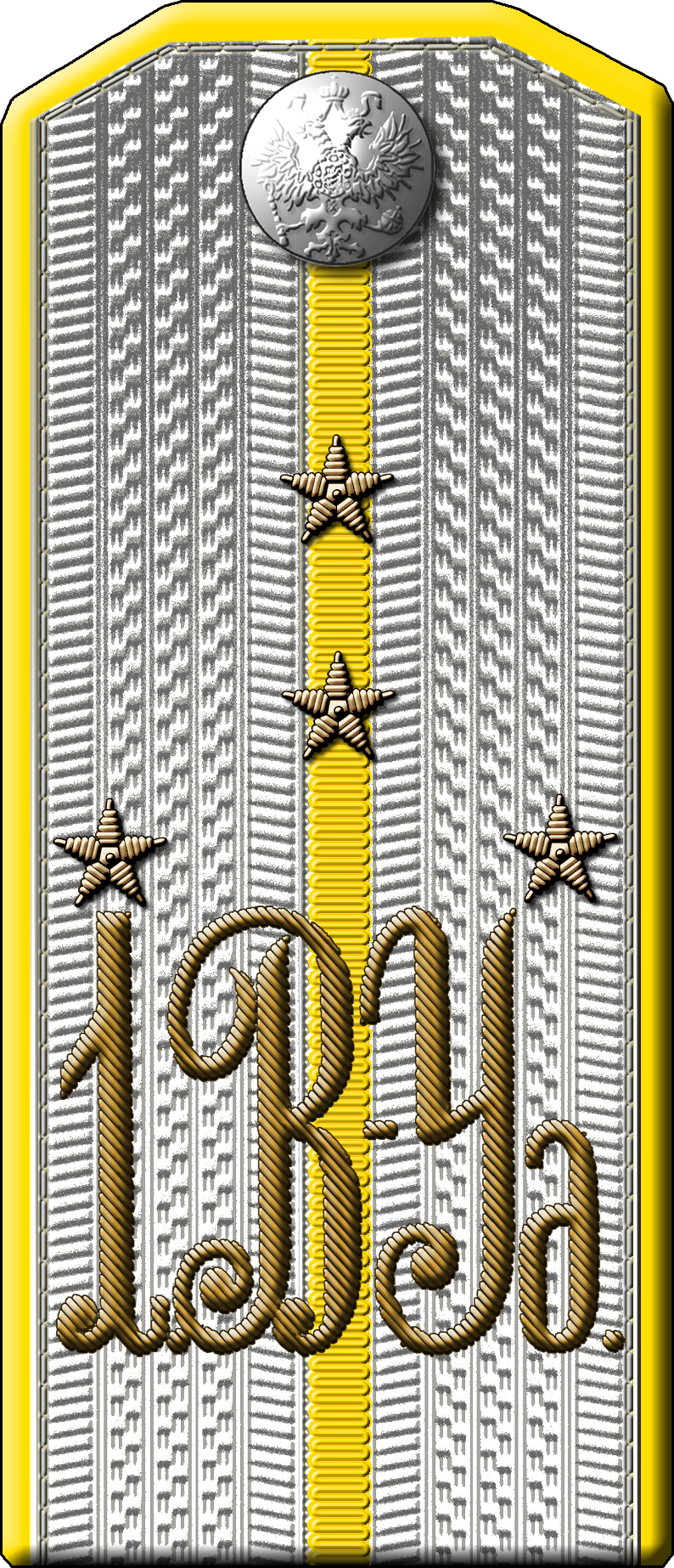
Знак различия, на форме одежды, Погон: Подъесаул 1-го Верхнеудинского конного полка.

Подъесау́л — должность, в XVII—XVIII веках, у казаков Малороссии, Запорожья и Слободской Украины, затем обер-офицерский чин в ВС России в гвардейских казачьих частях (подъесаул гвардии) и казачьих войсках, в 1884—1917 годах, а также лицо, имеющее этот чин.
В Русских гвардейской и армейской кавалерии ему соответствовал войсковой чин штабс-ротмистра (гвардии и армии), а в пехоте, артиллерии и инженерных войсках гвардии и армии — штабс-капитан (гвардии и армии). Подъесаул являлся помощником или заместителем есаула, и в его отсутствие командовал казачьей сотней.

## История
В Малороссии при польских гетманах существовали Компанейские (иначе охочекомонные или охотницкие) полки, которые Русскому делу стали служить со времени гетмана Демьяна Многогрешного, в которых в полковую «старшину» входил и подъесаул.
Обер-офицерский чин, «подъесаул» был введён для казачьих войск в 1884 году, соответственно он полностью назывался в гвардейских казачьих частях (подъесаул гвардии) и армии (подъесаул армии). 
В 1798—1884 годах, обер-офицерский чин соответствовал X (10-у) классу Табели о рангах. С мая 1884 года переведён в IX (9-й) класс (приравнивался к чину штабс-ротмистра в кавалерии, штабс-капитана в пехоте, лейтенанта во флоте и гражданскому титулярного советника).

... В деле под Сюянем отличались войсковые старшины Гаврилов и Черемисинов, подъесаулы Семёнов и Колосовский, штаб-ротмистр Ржевский и хорунжий Комаровский. ...— Н. Э. Гейнце, «В действующей армии», 1904 год.
Среди закончивших службу подъесаулами — будущие советские полководцы братья Николай и Иван Каширины, а также один из пионеров отечественного кинематографа А. А. Ханжонков.
| младший чин: Сотник | Подъесаул | старший чин: Есаул |

## Комментарии
1. ↑  В 1907—1911 годах — старшего лейтенанта.